# استودیونی
استودیونی (انگلیسی: Studyony) یک شهرک در بخش پروخوروفسکی استان بلگورود کشور روسیه است.